# Clubiona parvula
Clubiona parvula är en spindelart som först beskrevs av Saito 1933.  Clubiona parvula ingår i släktet Clubiona och familjen säckspindlar. Inga underarter finns listade i Catalogue of Life.